# Parvoraphidia microstigma
Parvoraphidia microstigma är en halssländeart som först beskrevs av Stein 1863.  Parvoraphidia microstigma ingår i släktet Parvoraphidia och familjen ormhalssländor. Inga underarter finns listade i Catalogue of Life.